# 도도 다카미치
도도 다카미치(일본어: 藤堂高通, 1644년 12월 6일 ~ 1697년 9월 23일)는 에도 시대 전기부터 중기까지의 다이묘이다. 이세 히사이 번 초대 번주를 지냈다. 히사이 번 도도가(久居藩藤堂家)의 시조이다. 쓰번주 도도 다카쓰구의 차남으로 쓰성에서 태어났다.

## 같이 보기
- 히사이 진야

| 전임 (도도 다카쓰구) | 제1대 히사이 번 번주 (도도가) 1669년 ~ 1697년 | 후임 도도 다카카타 |